# Pristobaeus
Genre
Synonymes
- Palpelius Simon, 1903

Pristobaeus est un genre d'araignées aranéomorphes de la famille des Salticidae.

## Distribution
Les espèces de ce genre se rencontrent en Océanie et en Indonésie.

## Liste des espèces
Selon World Spider Catalog (version 18.0, 07/05/2017) :
- Pristobaeus albofasciatus (Peckham & Peckham, 1907)
- Pristobaeus arboreus (Peckham & Peckham, 1907)
- Pristobaeus beccarii (Thorell, 1881)
- Pristobaeus clarus (Roewer, 1938)
- Pristobaeus dearmatus (Thorell, 1881)
- Pristobaeus discedens (Kulczyński, 1910)
- Pristobaeus fuscoannulatus (Strand, 1911)
- Pristobaeus jocosus Simon, 1902
- Pristobaeus kuekenthali (Pocock, 1897)
- Pristobaeus namosi (Berry, Beatty & Prószyński, 1996)
- Pristobaeus nemoralis (Peckham & Peckham, 1907)
- Pristobaeus taveuniensis (Patoleta, 2008)
- Pristobaeus trigyrus (Berry, Beatty & Prószyński, 1996)
- Pristobaeus vanuaensis (Patoleta, 2008)
- Pristobaeus vitiensis (Patoleta, 2008)

## Publication originale
- Simon, 1902 : Description d'arachnides nouveaux de la famille des Salticidae (Attidae) (suite). Annales de la Société Entomologique de Belgique, vol. 46, p. 24-56 & 363-406 (texte intégral).